# Quartiers d'Amiens
La municipalité a divisé Amiens en cinq secteurs : Centre, Est, Nord, Ouest et Sud chacun doté d'une mairie annexe.
La ville est composée de vingt-six quartiers administratifs. Les quartiers les plus anciens portent généralement le nom de l'église autour de laquelle ils sont implantés. Dans les évolutions plus récentes, avec l'intégration de villages ou des faubourgs, ce sont eux qui ont donné leur nom aux quartiers. Ils se structurent sur les axes majeurs que sont les boulevards dits intérieurs et extérieurs, en cercles concentriques, et les bras du fleuve.

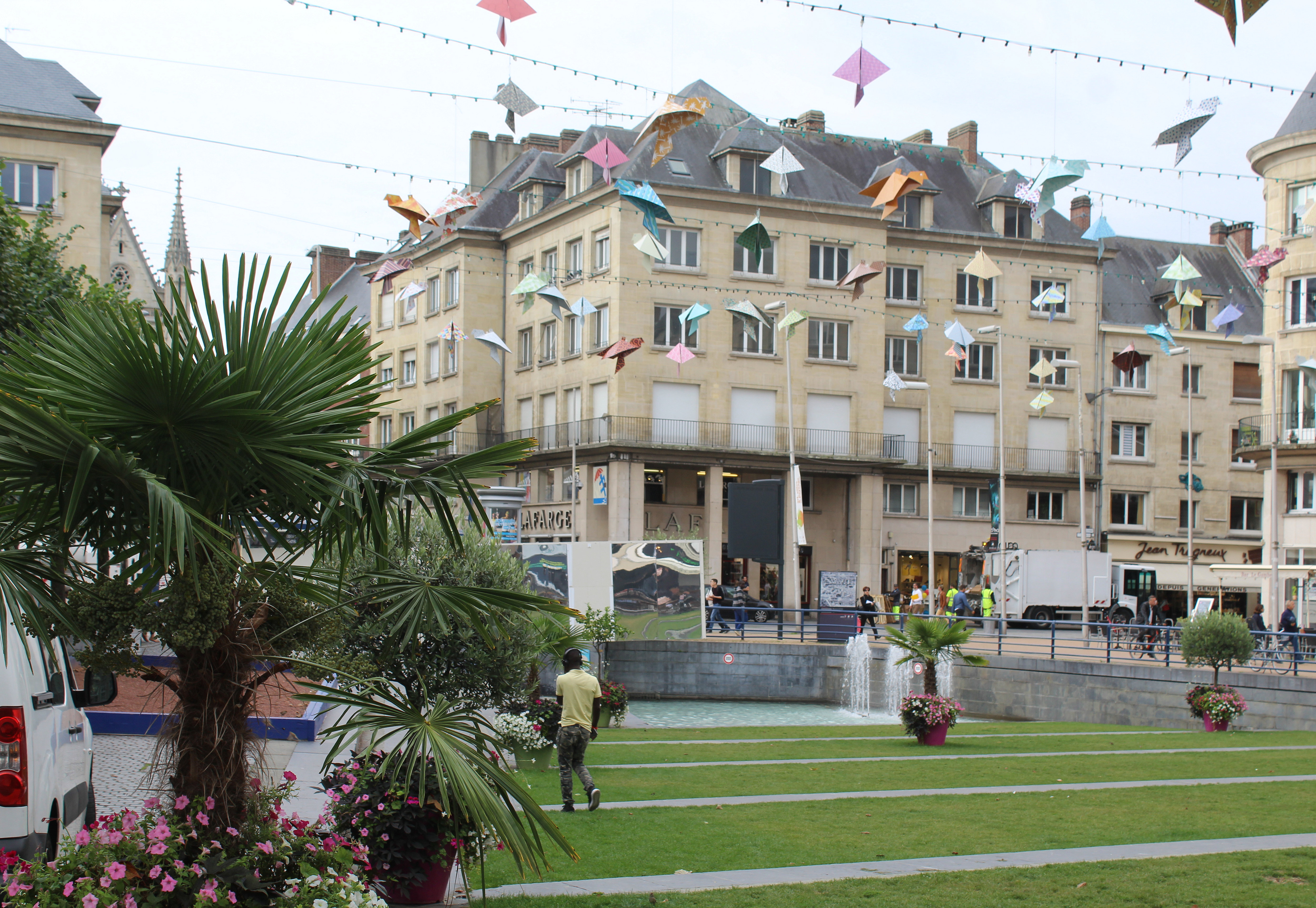
Amiens, place Gambetta

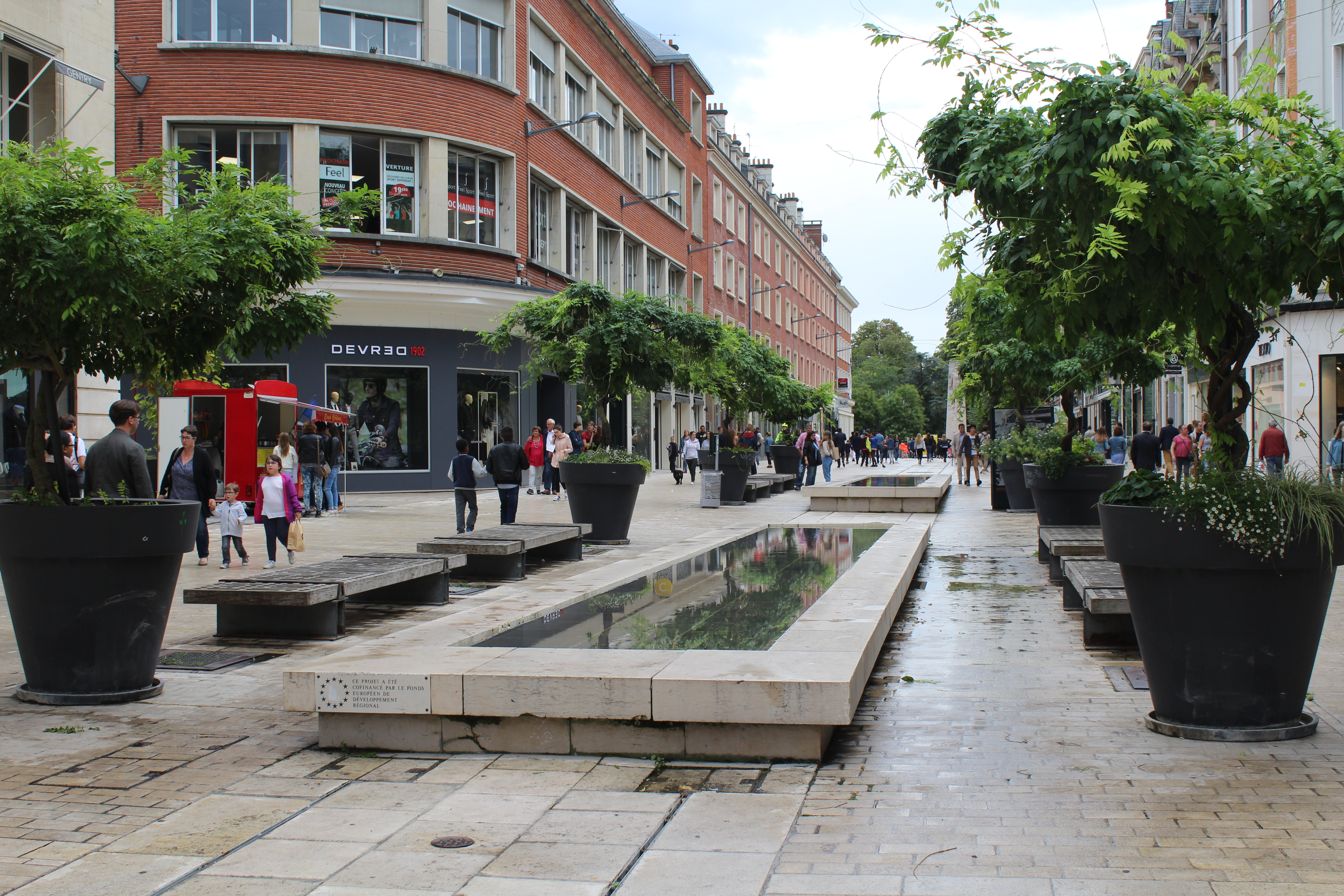
Amiens, rue des Trois Cailloux

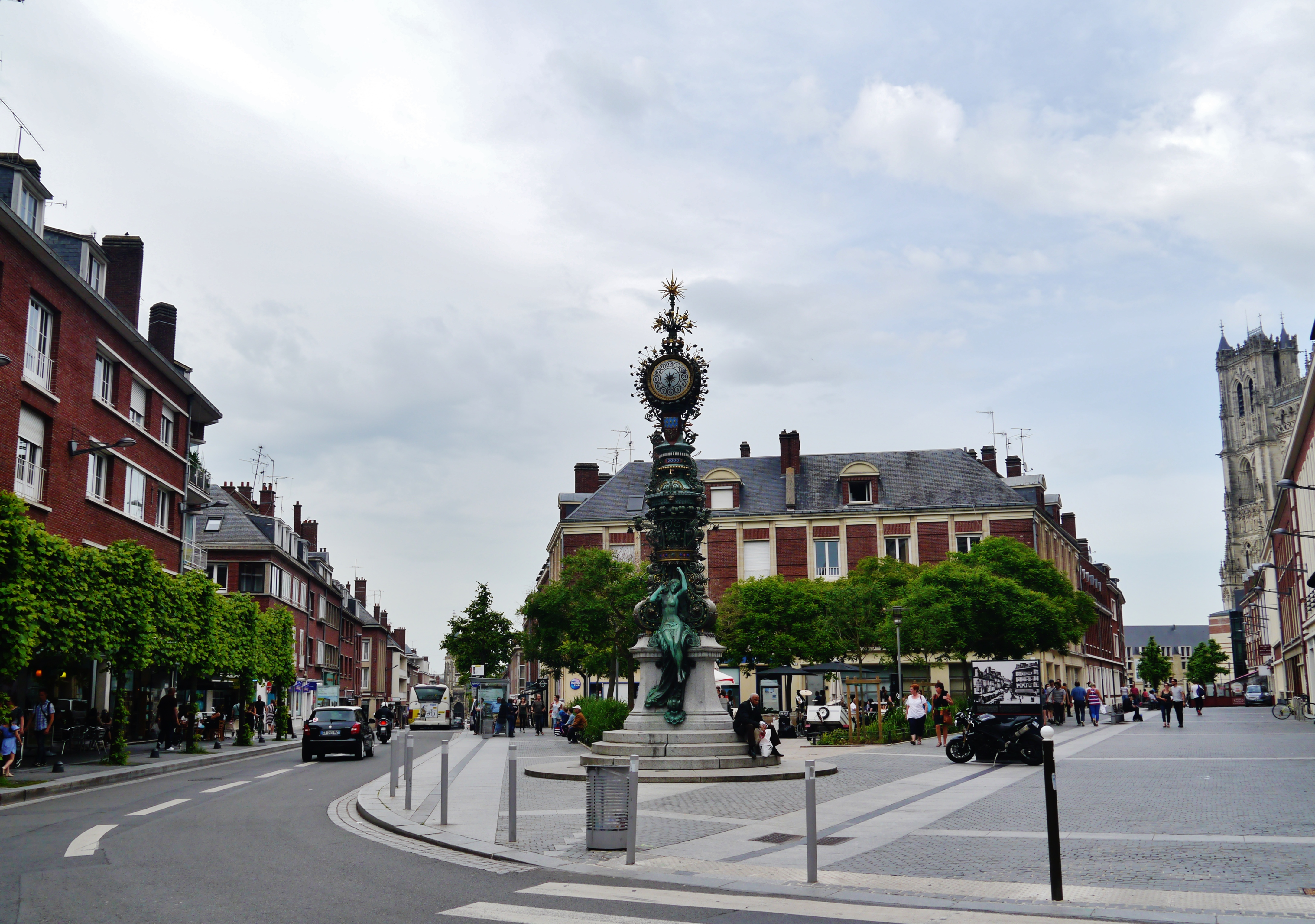
Amiens, rue des sergents, horloge Dewailly et statue de « Marie sans chemise »

## Quartiers du secteur centre

### Centre-ville
Le centre-ville d'Amiens est l'espace compris à l'intérieur de la ceinture de boulevards intérieurs. S'y trouvent plusieurs quartiers comme le quartier Saint-Germain, le quartier Saint-Jacques, le quartier Notre-Dame.
Le centre-ville d'Amiens reprend grosso modo l'espace d'Ambianorum, la ville au Bas-Empire romain. La place Gambetta (ancien forum) en est le carrefour principal vers lequel convergent les axes nord-sud et est-ouest. L'artère principale est la rue des Trois Cailloux bordée de commerces et de banques, cette rue relie la place Gambetta à la place René Goblet, elle a été percée au Moyen Âge sur le tracé du rempart sud de la ville du IVe au XIIe siècle. Elle est prolongée à l'ouest jusqu'à l'Hôtel de ville par la rue Delambre puis par la rue Gresset qui relie la place de l'hôtel de ville à la place Léon Gontier où se trouve Maison de la culture. À l'est la rue des Trois Cailloux débouche sur la place René Goblet où domine la statue monumentale du maréchal Leclerc à l'arrière de laquelle le square Saint-Denis, seul jardin public du centre-ville, abrite un marronnier labélisé arbre remarquable et la statue de du Cange. La place René Goblet est reliée à la place Alphonse Fiquet où se trouve la gare du Nord par la rue de Noyon bordée de commerces.
La place Gambetta est reliée aux boulevards intérieurs par la rue de la République où se trouvent des lieux de pouvoirs : préfecture, Conseil départemental de la Somme, banque de France ou de culture : Musée de Picardie et Bibliothèque Louis Aragon. À l'angle de la rue de la République et de la rue des cordeliers se trouve l'église Saint-Rémi et les ruines de l'ancien couvent des cordeliers.
La rue des Sergents prolongée par la rue Flatters relie au nord-est la place Gambetta aux quartiers nord de la ville tandis qu'au nord-ouest de la place la rue des Vergeaux prolongée par la grande rue de la Veillère fait de même.

#### Saint-Germain
Le quartier Saint-Germain est un secteur du centre-ville qui s'étend de part et d'autre de l'église Saint-Germain l'Écossais. Il prolonge le quartier Saint-Leu à l'ouest. On y trouve les Halles et le beffroi.

#### Saint-Jacques
Le quartier Saint-Jacques est un secteur du centre-ville limité à l'est par les rues du maréchal de Lattre de Tassigny et du général Leclerc, au nord par la Somme, à l'ouest par les boulevards intérieurs. Il s'est développé dès le Moyen Âge autour de l'église Saint-Jacques. Détruit en grande partie par les bombardements allemands de 1940, le quartier a été entièrement reconstruit.

### Saint-Leu
Au pied de la cathédrale, parcouru de canaux, le quartier Saint-Leu pittoresque a été en grande partie réhabilité pendant les années 1990. Il s'étend jusqu'au canal de la Somme situé plus au nord au pied du coteau Saint-Pierre sur lequel la forteresse de Jean Errard, appelée Citadelle, a été construite. Historiquement, il s'agissait du quartier pauvre de la ville, où se regroupaient tanneurs, bouchers et teinturiers.
La faculté des sciences, présente depuis les années 1960 a été pour l'occasion rénovée et agrandie. La faculté de droit et d'économie a été également transférée au milieu des années 1990 depuis le campus (excentré au sud de la ville) vers sa nouvelle situation au pied de la cathédrale. Le parking à ciel ouvert qu'elle remplace était une « fracture » dans le paysage datant de la Seconde Guerre mondiale. Il permettait toutefois d'avoir une vue dégagée de la cathédrale. La plupart des bâtisses ont été rénovées et transformées en logement dont une grande partie pour les étudiants, nombreux dans le quartier.
Ce quartier est devenu le cœur des soirées amiénoises, avec de nombreux établissements (bars, restaurants, etc.) place du Don et quai Bélu.
Rue Saint-Leu se trouve l'église éponyme, sise juste entre la faculté des sciences et celle de droit-économie (UPJV).
Deux théâtres sont établis dans le quartier, celui des Cabotans et la Maison du Théâtre, au pied de l'église Saint-Leu. La rue de la Dodane traverse le quartier Saint-Leu et permet de rejoindre le parc Saint-Pierre.

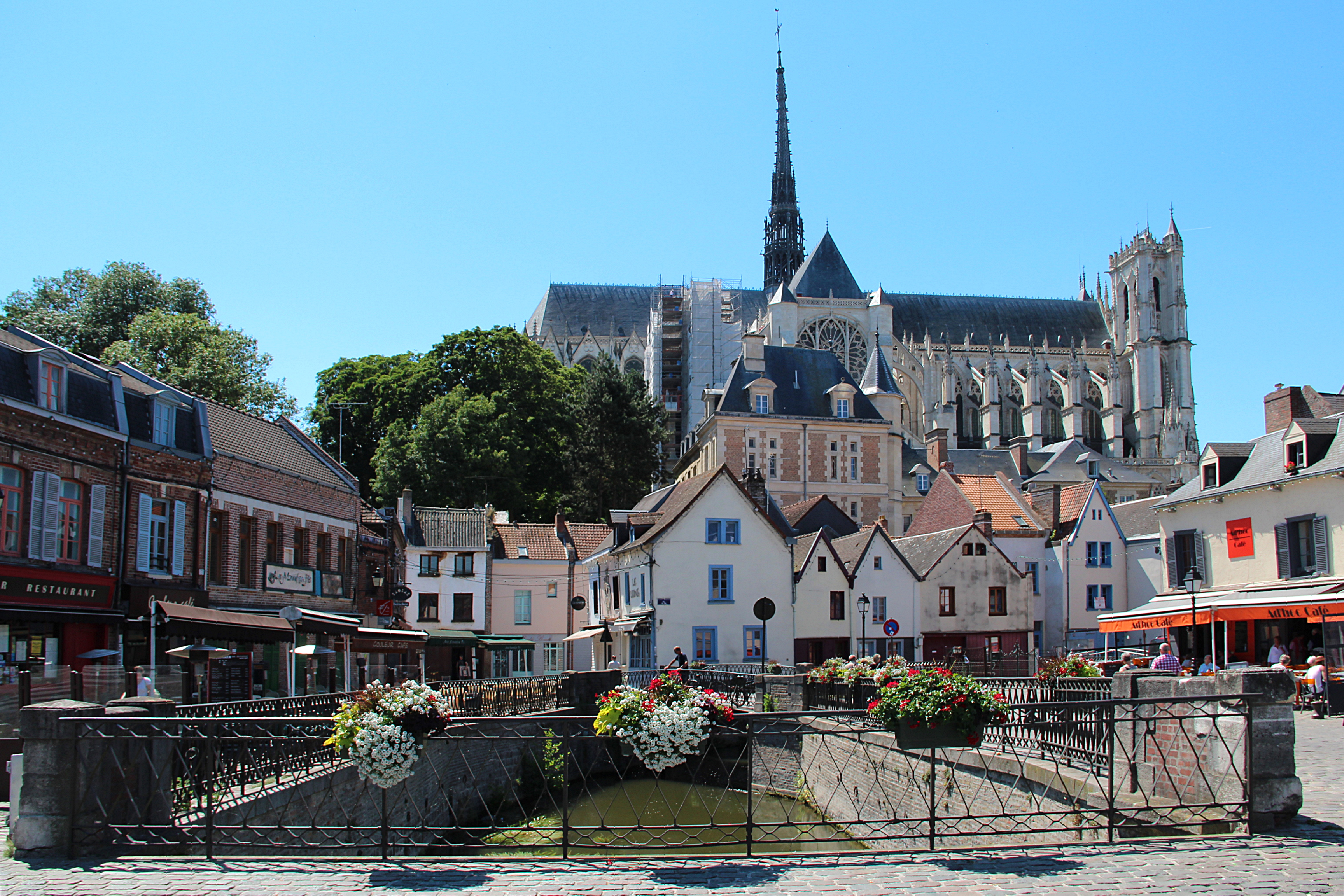
Place du Don : Somme et cathédrale.
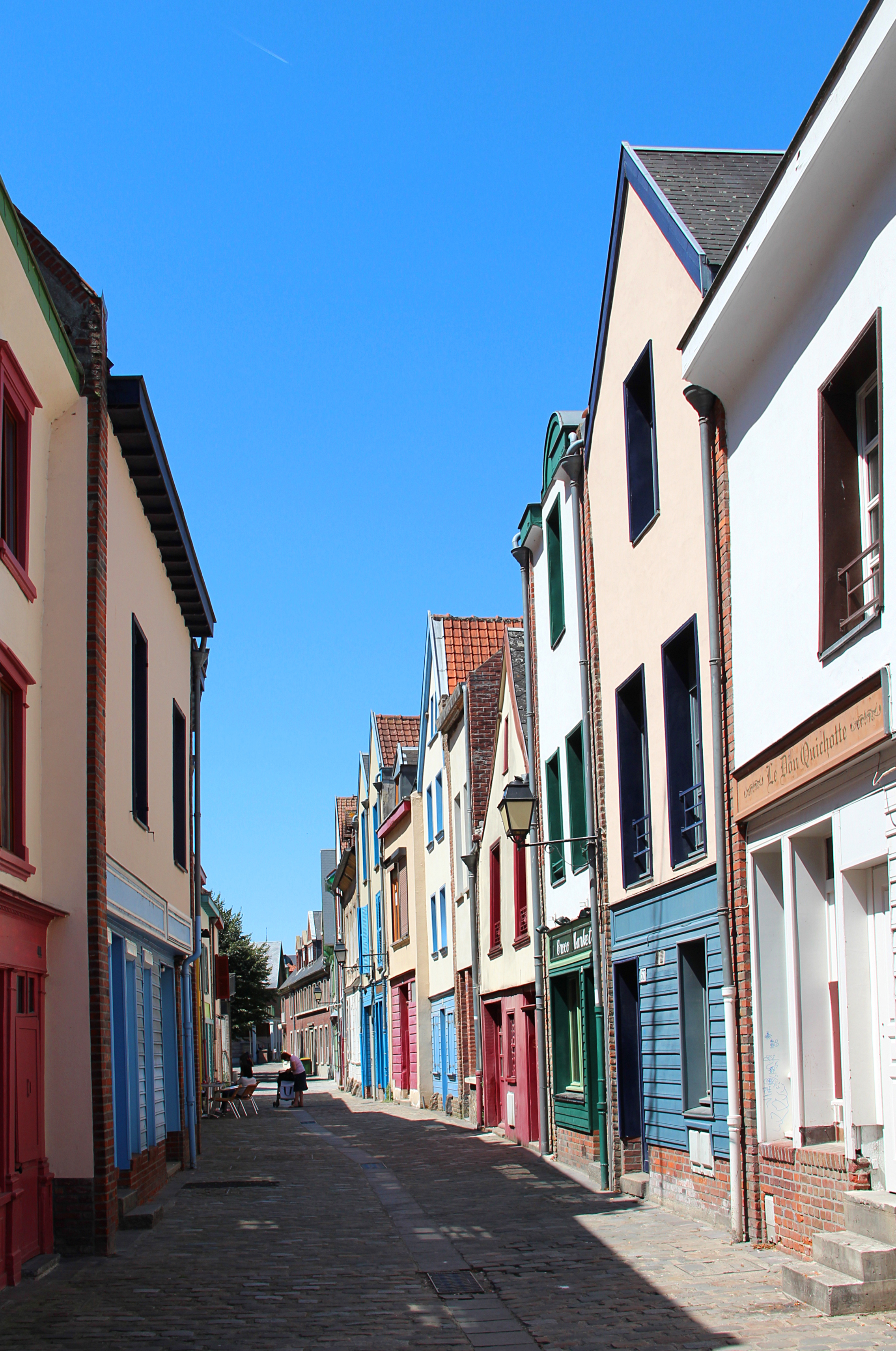
Saint-Leu : rue du Hocquet.
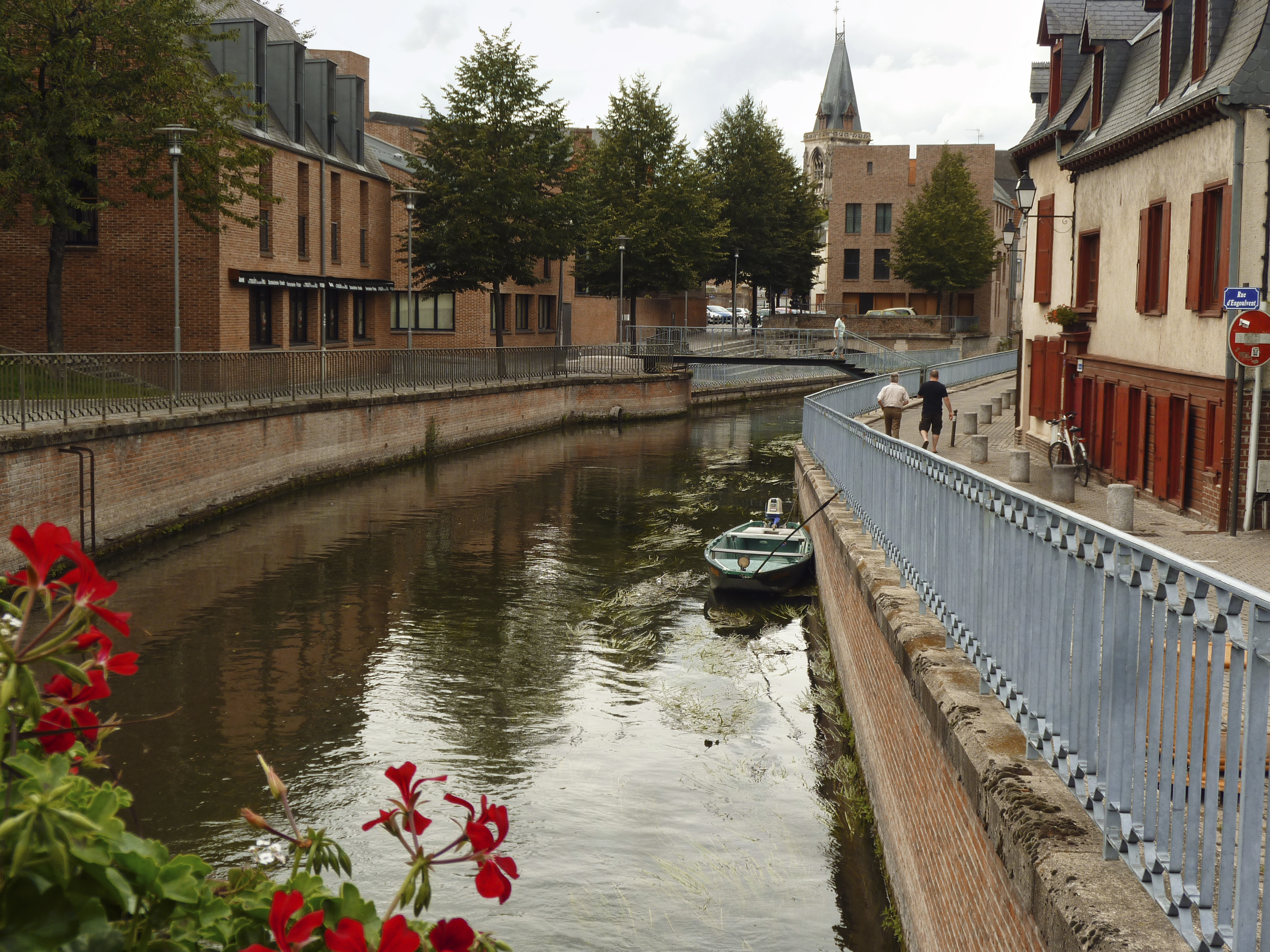
Saint-Leu : rue d'Engoulvent et rue des Majots.
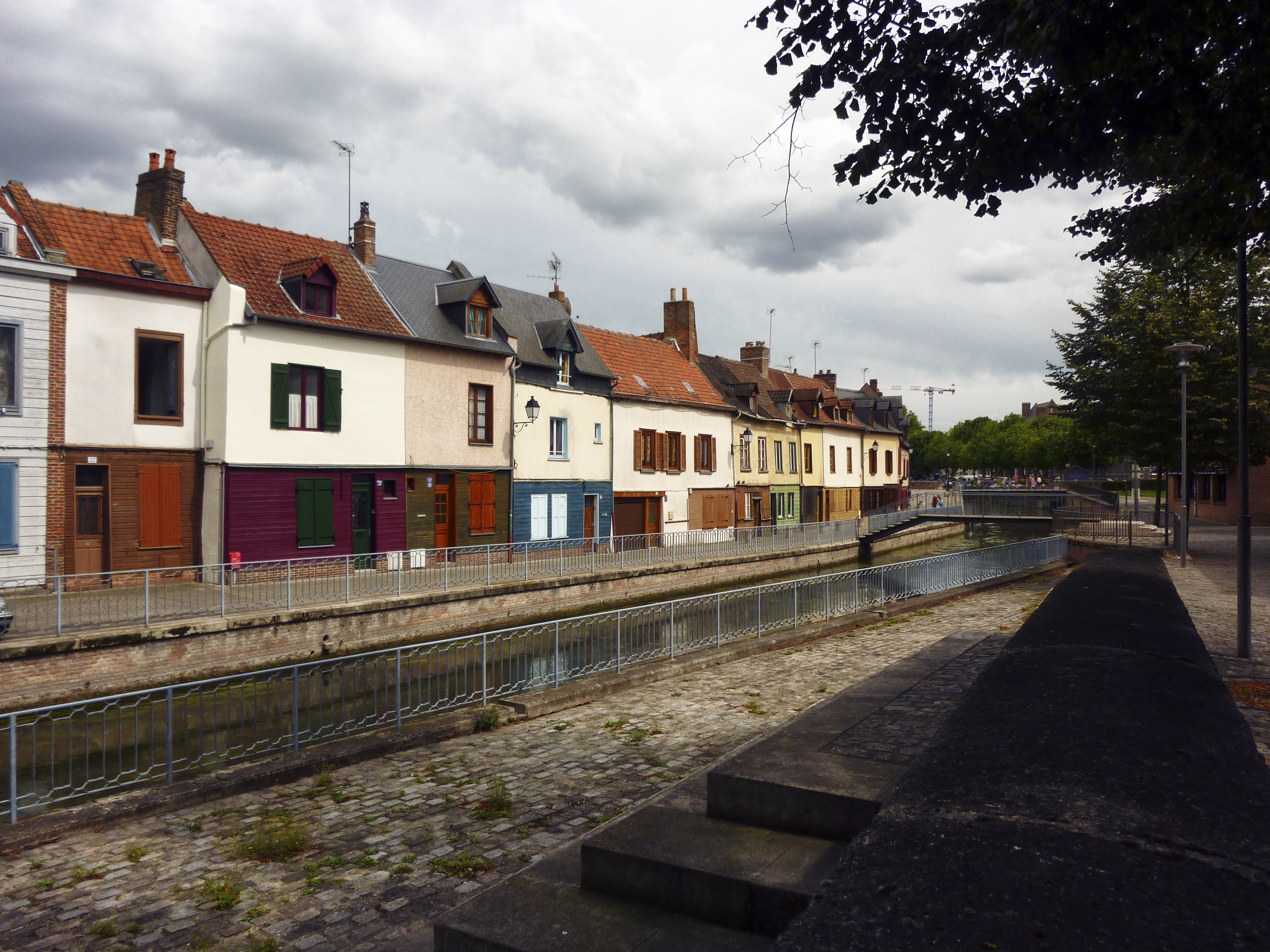
Saint-Leu : rue d'Engoulvent.
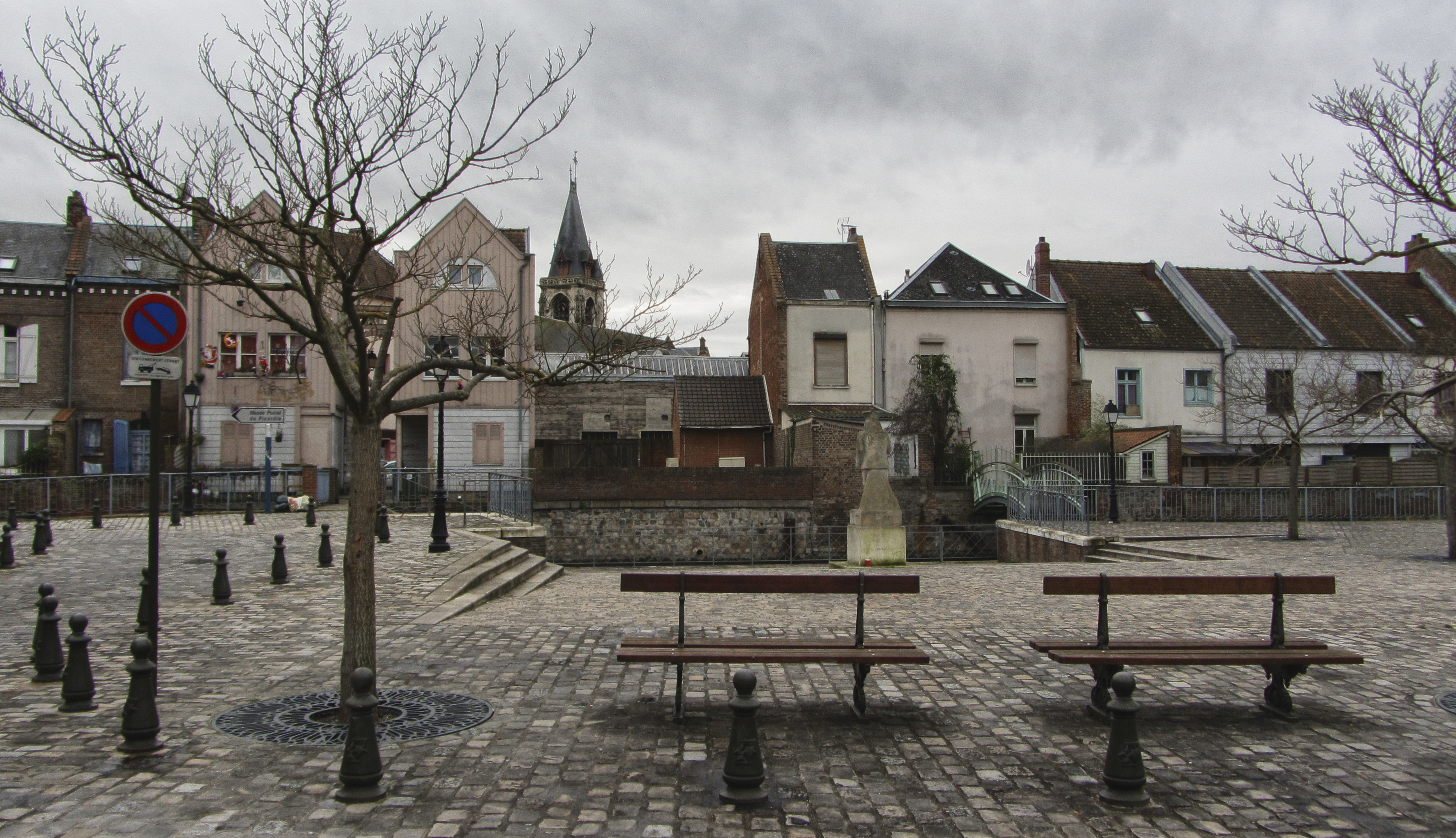
Saint-Leu : place Aristide-Briand.
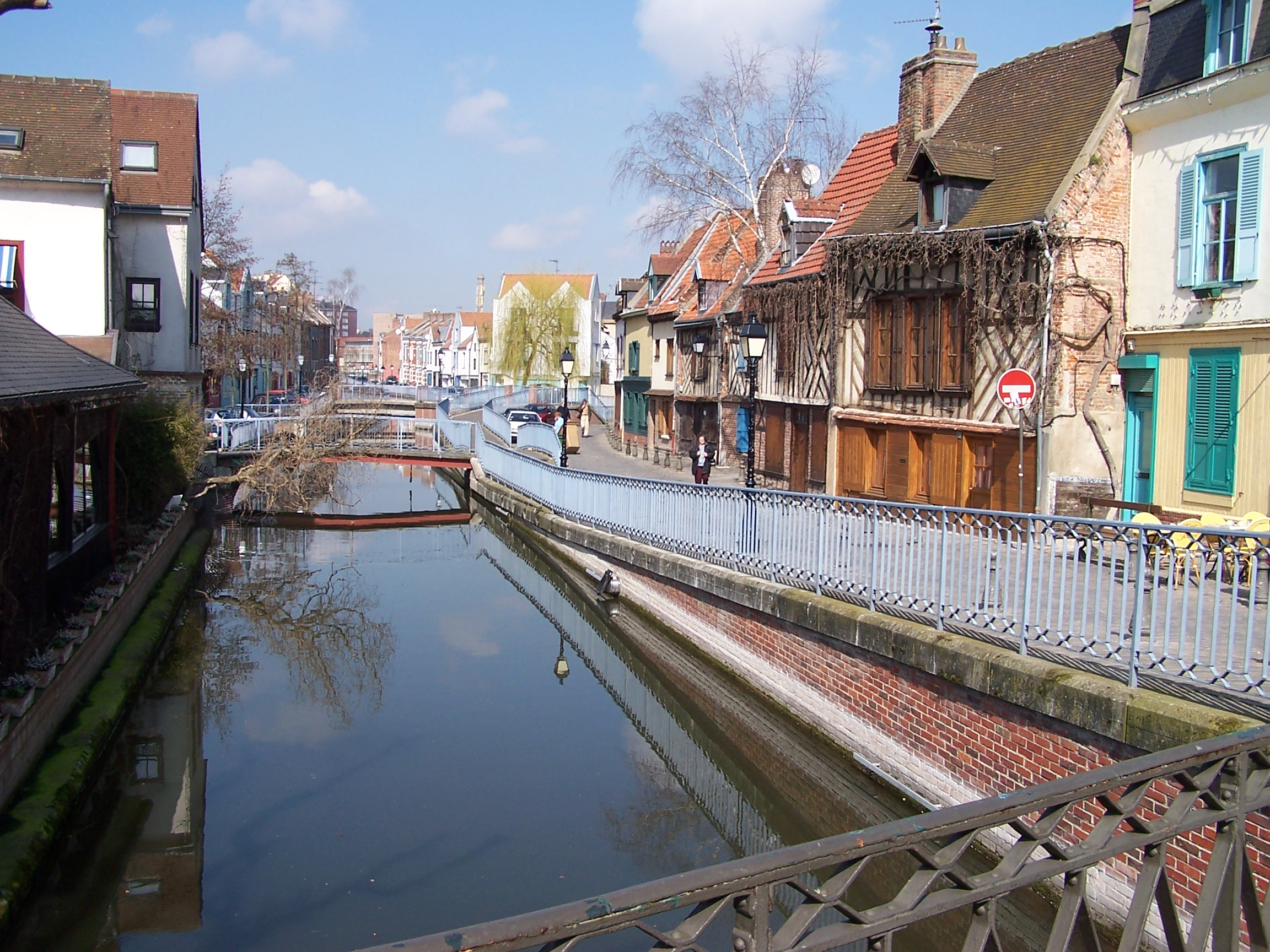
Canal dans le quartier Saint-Leu.
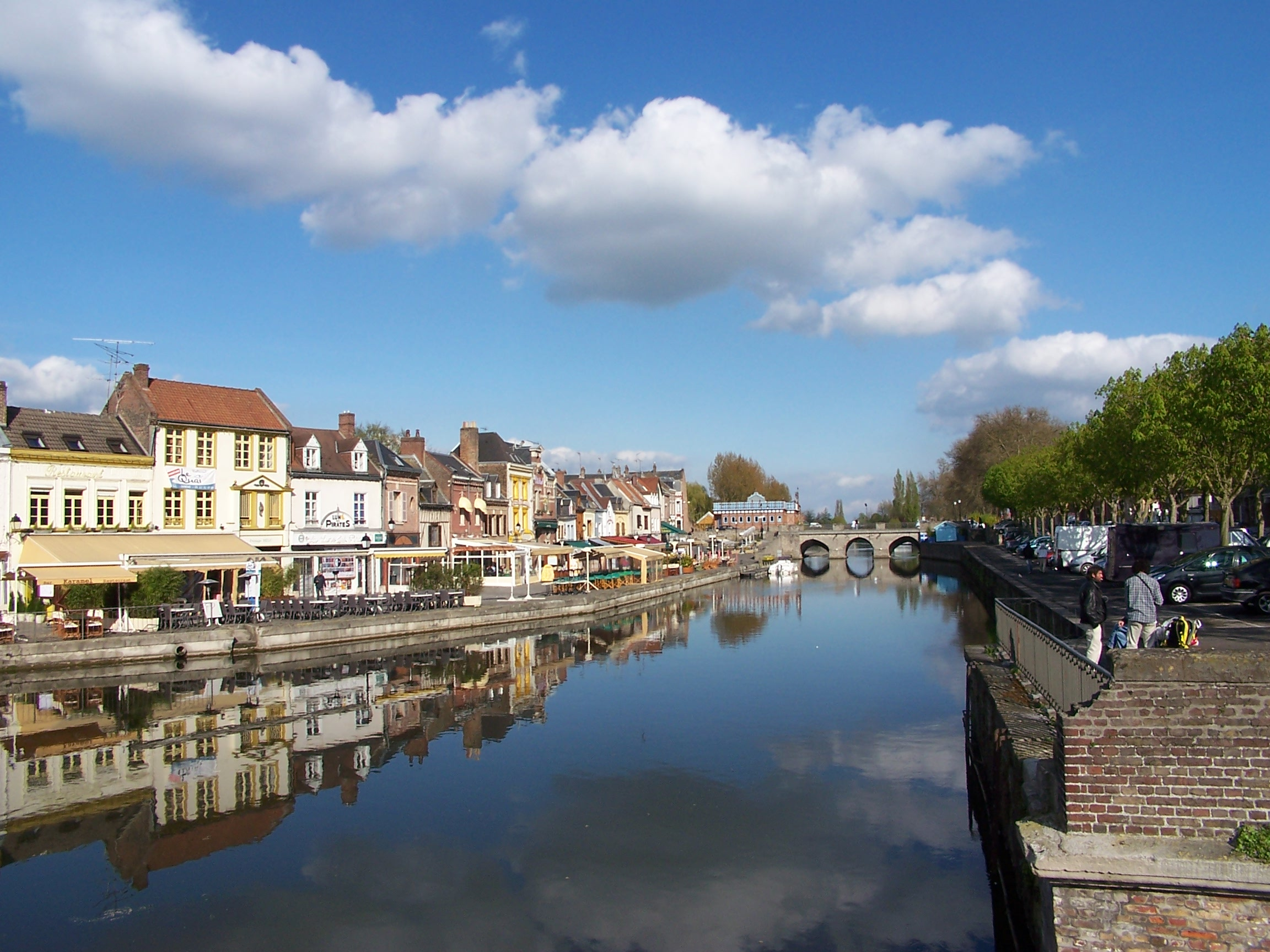
Quai Bélu au bord de la Somme, proche de l'ancien marché sur l'eau.
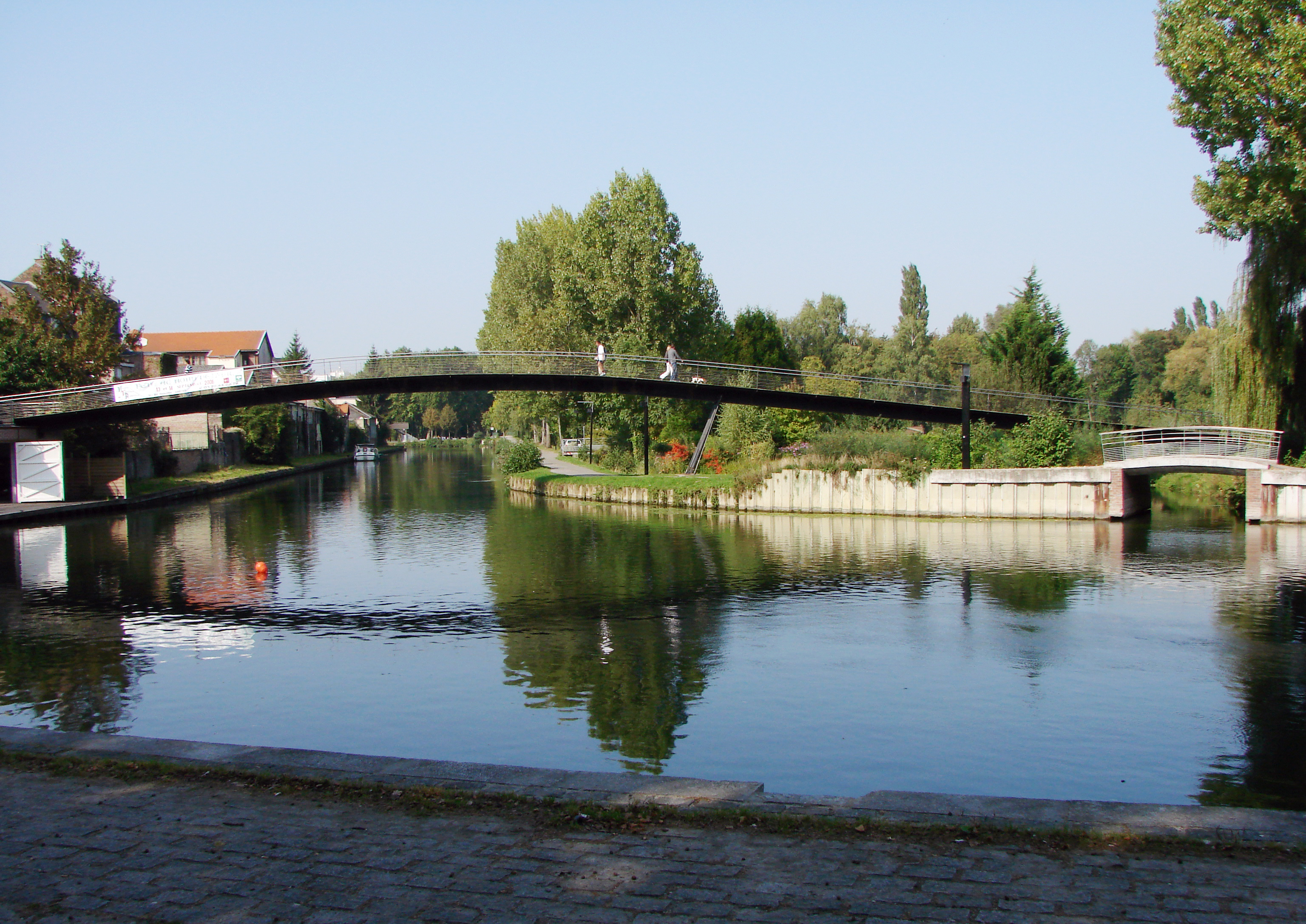
La passerelle Samarobriva vers le parc Saint-Pierre.

### Saint-Roch
Le quartier Saint-Roch s'étend à l'ouest du centre-ville, au-delà des boulevards intérieurs qui le limitent à l'est. Au nord, il est limité par le Parc de la Hotoie, à l'ouest par le cours de la Selle, affluent de la rive gauche de la Somme. Au sud, le quartier se prolonge au-delà de la gare et des voies ferrées par le secteur du Petit Saint-Roch compris entre l'avenue Foy et les anciennes casernes de l'armée de terre.
C'est un quartier qui s'est urbanisé au cours du XIXe siècle par la construction de maisons individuelles de type « amiénoise » puis dans la seconde moitié du XXe siècle par des immeubles d'habitat collectif.

## Quartiers du secteur Sud

### Henriville
Le quartier d'Henriville naît au XIXe siècle, après la démolition des remparts de la ville. Il occupe un espace délimité par les boulevards intérieurs au nord et les boulevards extérieurs au sud, la rue Saint-Fuscien à l'est et la rue Gauthier de Rumilly, à l'ouest.
On y trouve des hôtels particuliers, comme celui d'Acloque et la maison de Jules-Verne, le cirque municipal et l'église Saint-Martin. L'église Saint-Martin de style néo-gothique fut construite dans la seconde moitié du XIXe siècle.

### Amiens Sud-Est
Le quartier d'Amiens Sud-Est est un quartier résidentiel neuf qui s'est développé au sud des boulevards extérieurs (le boulevard de Bapaume), à l'est de la partie haute de la rue Saint-Fuscien, sa limite sud est incertaine, la rue de Tarascon reste le repère le plus visible, à l'est, la limite est par endroit proche de la rue de Cagny.
L'habitat est composé de maisons individuelles en grande majorité et d'immeubles d'habitat collectif le long de la rue Pierre Rollin, de la rue Condorcet et du boulevard de Bapaume.

### Vallée des Vignes
La Vallée des Vignes est un quartier résidentiel qui se situe au sud de la rue Alexandre Dumas entre la rue Saint-Fuscien à l'est et la route de Paris à l'ouest. Il a été créé à la fin du XXe siècle.

### Faubourg de Beauvais
Le faubourg de Beauvais occupe un espace délimité au nord par les boulevards intérieurs, au sud par les boulevards extérieurs et la voie ferrée. La rue Gauthier de Rumilly en est la limite est et l'avenue Foy la limite ouest. Ce fut, jusqu'au début du XIXe siècle, un faubourg essentiellement agraire.
Deux églises sont situées dans ce quartier, l'église Saint-Honoré, de style Art déco, reconstruite après 1945, à l'extrémité nord proche de la voie ferrée et l'église Sainte-Jeanne d'Arc, de style néo-gothique à l'extrémité sud-ouest du quartier.
La Compagnie d'arc d'Amiens y possède son siège social, au 15 rue de Lannoy, ainsi que ses deux jeux d'arc depuis 1913.

### Plein Sud
Le quartier d'Amiens Plein Sud-Est un quartier résidentiel neuf loti à la fin du XXe siècle. Sa limite nord est fixée aux boulevards extérieurs, la limite sud n'est pas réellement définie, à l'est, il est limité par la partie supérieure de la rue Saint-Fuscien tandis qu'à l'ouest, il s'arrête à la limite des communes d'Amiens et de Dury.

#### Morphologie du quartier
Ce quartier résidentiel est composé de maisons individuelles pour l'essentiel, il est doté d'importants équipements scolaires publics et privés (écoles maternelles et primaires, collège et lycées), de trois cliniques privées et d'établissements d'imagerie médicale.

## Quartiers du secteur Est

### Quartier La Vallée
Le petit quartier La Vallée jouxtant la gare du Nord a une histoire ancienne. C'est là que fut mis au jour, au cours de fouilles archéologiques de sauvetage, précédent des travaux d'urbanisme, le théâtre gallo-romain de Samarobriva. Après la chute de l'Empire romain, cet espace fut abandonné et ne fut urbanisé qu'avec l'arrivée du chemin de fer au milieu du XIXe siècle.
Ce quartier connaît actuellement une importante opération de restructuration.

### La Neuville
Petit quartier à la limite des communes d'Amiens et de Camon, situé à l'est de la ville. En bordure des hortillonnages, il a gardé une atmosphère paisible.

### Faubourg de Noyon
Le faubourg de Noyon s'étend de la gare du Nord et des boulevards intérieurs aux boulevards extérieurs et de la rue Saint-Fuscien aux installations ferroviaires de la SNCF. La partie la plus proche de la gare du Nord est appelé quartier Sainte-Anne du nom de l'église catholique qui s'y trouve.
L'origine de ce quartier remonte au Moyen Âge mais il se développa au XIXe siècle avec l'arrivée du chemin de fer en 1846. Il est traversé d'est en ouest par un axe majeur de circulation, la rue Jules Barni, qui relie la gare du Nord aux boulevards extérieurs et à Longueau par la chaussée Jules Ferry qui la prolonge.
Il s'agit d'un quartier surtout résidentiel d'habitations individuelles constitué de maisons individuelles de type « amiénoise ».

### Saint-Acheul
Le quartier Saint-Acheul (API : /aʃœl/) existait avant Amiens puisque les hommes y vivaient dès la préhistoire. Les recherches archéologiques ont donné le nom d'Acheuléen (API : /aʃØleɛ̃/) à une période de la préhistoire. Un jardin archéologique peut y être visité librement.
C'est aussi le quartier des hortillonnages, de l'église Saint-Acheul, d'une nécropole militaire de 1914-1918 et de l'ancienne École normale d'instituteurs devenue le lycée Robert-de-Luzarches. Une partie du quartier comprend des maisons au style purement anglais, d'où son nom de « Quartier anglais ».
Nombre de personnages célèbres sont inhumés dans le cimetière Saint-Acheul ancien comme J.-P. Pinchon (dessinateur de Bécassine) et de nombreux Résistants.
On trouve dans le quartier plusieurs secteurs comprenant des grands ensemble : rues Philéas-Lebesgue, Condorcet-Pierre-Rollin, Victorine Autier auxquelles on doit ajouter Saint-Acheul-la-cité et le clos de l'Avre. Les deux premiers sont classés quartiers prioritaires avec près de 6 000 habitants en 2020.

### Boutillerie (Val de l'avre)
Petit quartier situé à l'extrémité sud-est de la ville, à la limite entre les communes d'Amiens et de Cagny.

## Quartiers du secteur Ouest

### Saint-Maurice
Saint-Maurice était au Moyen Âge un village situé au-delà des remparts de la ville dont il est devenu l'un des faubourgs par la suite.
Situé à l'ouest de la citadelle, et à l'est du cimetière de La Madeleine, des carrières d'extraction de craie se trouvaient dans ce très ancien quartier populaire d'Amiens qui fut un des hauts lieux industriel d'Amiens à partir du XVIIIe siècle, c'était le quartier des teinturiers.
Depuis les années 1980,le quartier a subi une profonde transformation grâce à la construction de logements sociaux, rénovation d'habitats ouvriers du XIXe siècle et du début du XXe siècle. Bordé par le canal de la Somme, il offre une escale pour les plaisanciers, qui doivent y passer une écluse.

### Longpré
Longpré est un ancien village intégré à la commune d'Amiens. Il a gardé sa physionomie villageoise blotti autour de l'église Saint-Léger.

### Faubourg de Hem
Le faubourg de Hem était un village au Moyen Âge qui devint un faubourg de la ville avec son développement à partir du XIVe siècle. Il est situé à l'ouest de la ville, au-delà du Parc de la Hotoie et se limite à l'ouest avec la rue de Saveuse, au sud il s'arrête à la voie ferrée Amiens-Abbeville, au nord à la Somme. Quartier populaire avec l'essor de l'industrie textile, le quartier qui se structure par la rue du faubourg de Hem et l'avenue Louis Blanc. S'y trouve l'église Saint-Firmin aujourd'hui désaffectée.
L'activité industrielle du quartier se caractérisait par la production textile, notamment le tissage du velours dont la société Cosserat fut le fleuron jusqu'au début du XXIe siècle.

### Montières
Le quartier de Montières, situé à l'ouest de la ville est un ancien village aujourd'hui enserré entre le faubourg de Hem et le quartier d'Étouvie.
En 1877, la gare de Montières située sur la ligne de chemin de fer Saint-Roch-Frévent fut mise en service, elle n'a plus qu'une activité de fret pour les entreprises situées sur la zone industrielle de Montières

### Étouvie

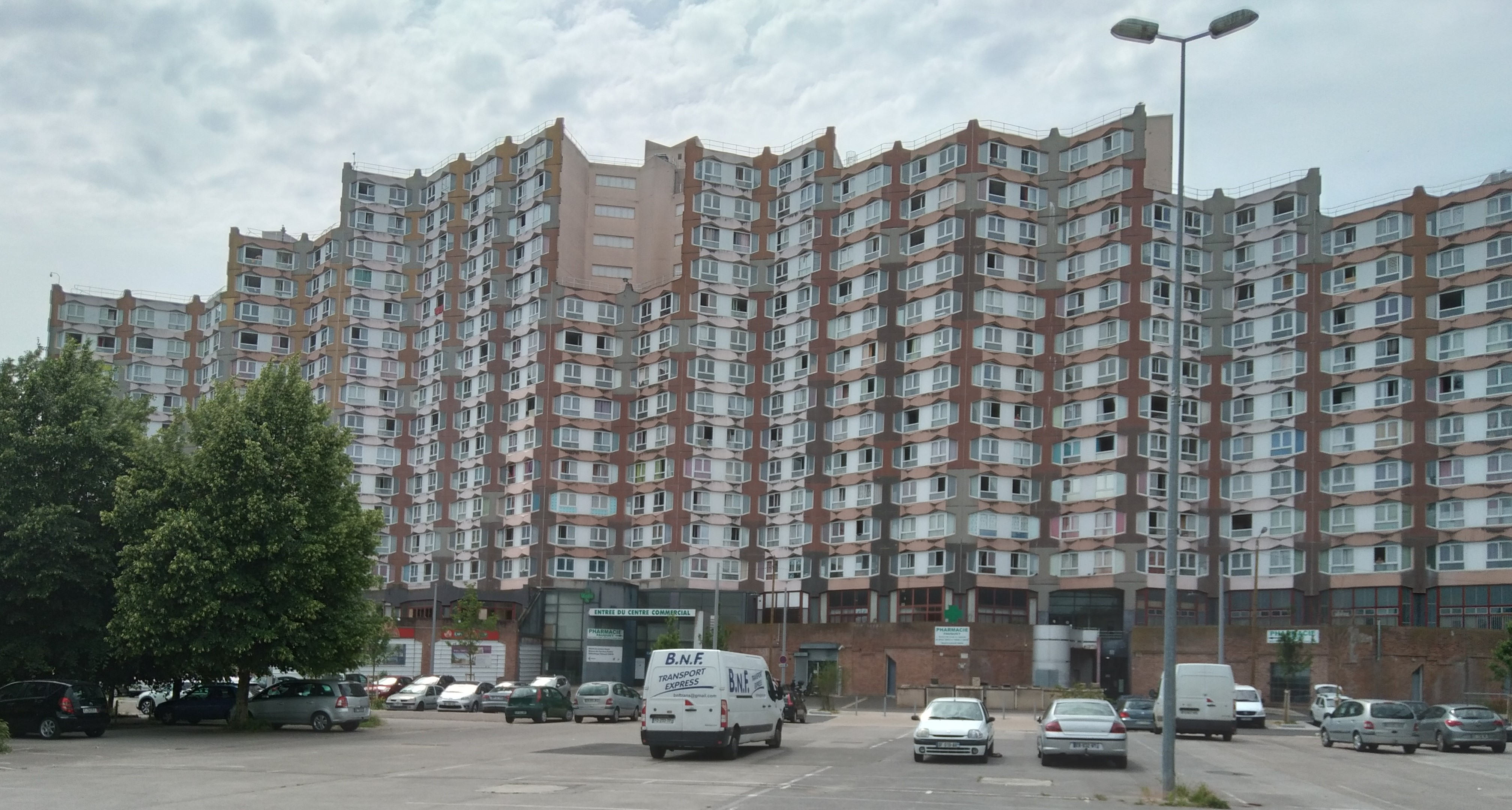
Les Coursives d'Étouvie.

Étouvie est un quartier de grands ensembles édifiés dans les années 1950-1960 à la lisière ouest de la ville au voisinage de la commune de Dreuil-lès-Amiens. Il accueille une population aux revenus modestes, il s'agit donc d'un des quartiers les plus pauvres de la ville d'Amiens. Il est classé prioritaire avec 7 000 habitants en 2000 pour un taux de pauvreté de 57 %.
Le quartier possède deux clubs de football avec le C.S.A Montières-Étouvie et Amiens A.S. Étouvie qui est situé dans le parc du Grand Marais.

### Renancourt
Renancourt est un ancien village intégré à la commune d'Amiens. Il a gardé une certaine forme de physionomie champêtre. Les habitations groupées autour de l'église Sainte-Marie-Madeleine.
Dans les environs du quartier ont été mises au jour des statuettes préhistoriques datent du Paléolithique supérieur, dites Vénus de Renancourt, entre 2014 et 2019, dans le cadre d'un diagnostic archéologique en préalable à la construction d'une Zone d'aménagement concerté (ZAC).

### Le Petit-Saint-Jean
Le Petit Saint-Jean est un ancien village intégré à la ville d'Amiens.

## Les quartiers du secteur Nord

### Faubourg Saint-Pierre
Le faubourg Saint-Pierre a pris naissance hors des remparts moyenâgeux de la ville au nord-ouest, entre la Somme au sud, le boulevard de Beauvillé à l'est, la route de Doullens et la rue Lucien Lecointe au nord.
La chaussée Saint-Pierre constitue le cœur du quartier avec ses commerces de proximité, l'église Saint-Pierre, les écoles maternelle et primaires. Le quartier se prolonge avenue de la Défense passive où se situe la prison d'Amiens et le cimetière Saint-Pierre qui rassemble en plus du cimetière communal, une nécropole nationale et un cimetière militaire britannique de la Première Guerre mondiale

### Anema Marivaux
Le quartier Marivaux est une excroissance du faubourg Saint-Pierre qui a été loti, à la fin du XXe siècle, d'immeubles d'habitat collectif et de maisons individuelles. Il est limité par le boulevard de Roubaix à l'ouest, la route d'Allonville au nord et l'avenue de la Défense passive au sud.
C'est un quartier résidentiel où sont implantés le lycée Delambre et le lycée professionnel Montaigne ainsi que des écoles maternelle et primaire.

### Le Pigeonnier

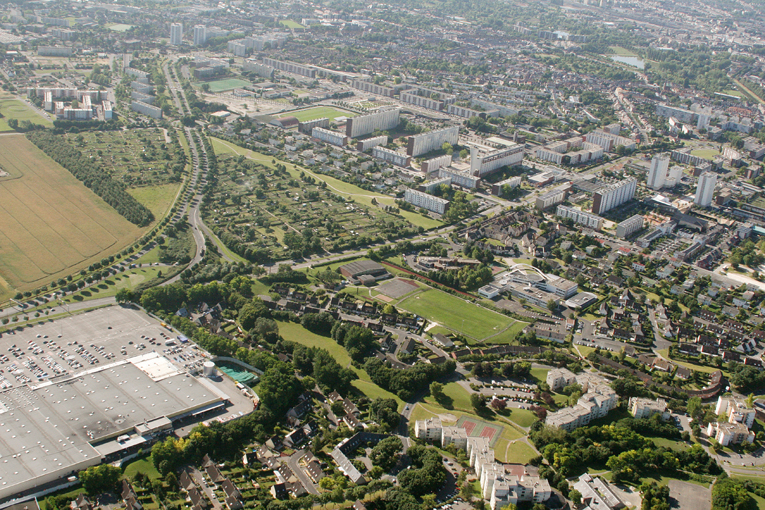
Quartier du Pigeonnier.

Après 1945, la France connut une période de forte croissance économique et démographique pendant pratiquement 30 ans, les Trente Glorieuses. Cette période s'accompagne de l'arrivée de populations immigrés venant d'Algérie pour faire face au manque de travailleurs. La municipalité d'Amiens décida l'extension de la ville vers le nord au-delà de la vallée de la Somme. En plus de la construction d'un grand ensemble, la zone voit la création d'une zone industrielle nord et l'implantation d'entreprises de production de biens de consommation.

### Espoir et Avenir
Ce quartier aussi appelé quartier Brossolette s'étend au-delà du boulevard de Roubaix, il est limité par la route d'Allonville au sud-est. C'est un quartier résidentiel composé d'habitat collectif pour l'essentiel.